# شهرستان بیاووبژگی
شهرستان بیاووبژگی (به لهستانی: Powiat Białobrzegi) یک شهرستان در لهستان است که در استان ماسوویان واقع شده‌است. شهرستان بیاووبژگی ۶۳۹٫۲۸ کیلومتر مربع مساحت و ۳۳٬۵۴۵ نفر جمعیت دارد.